# Emporenjoch

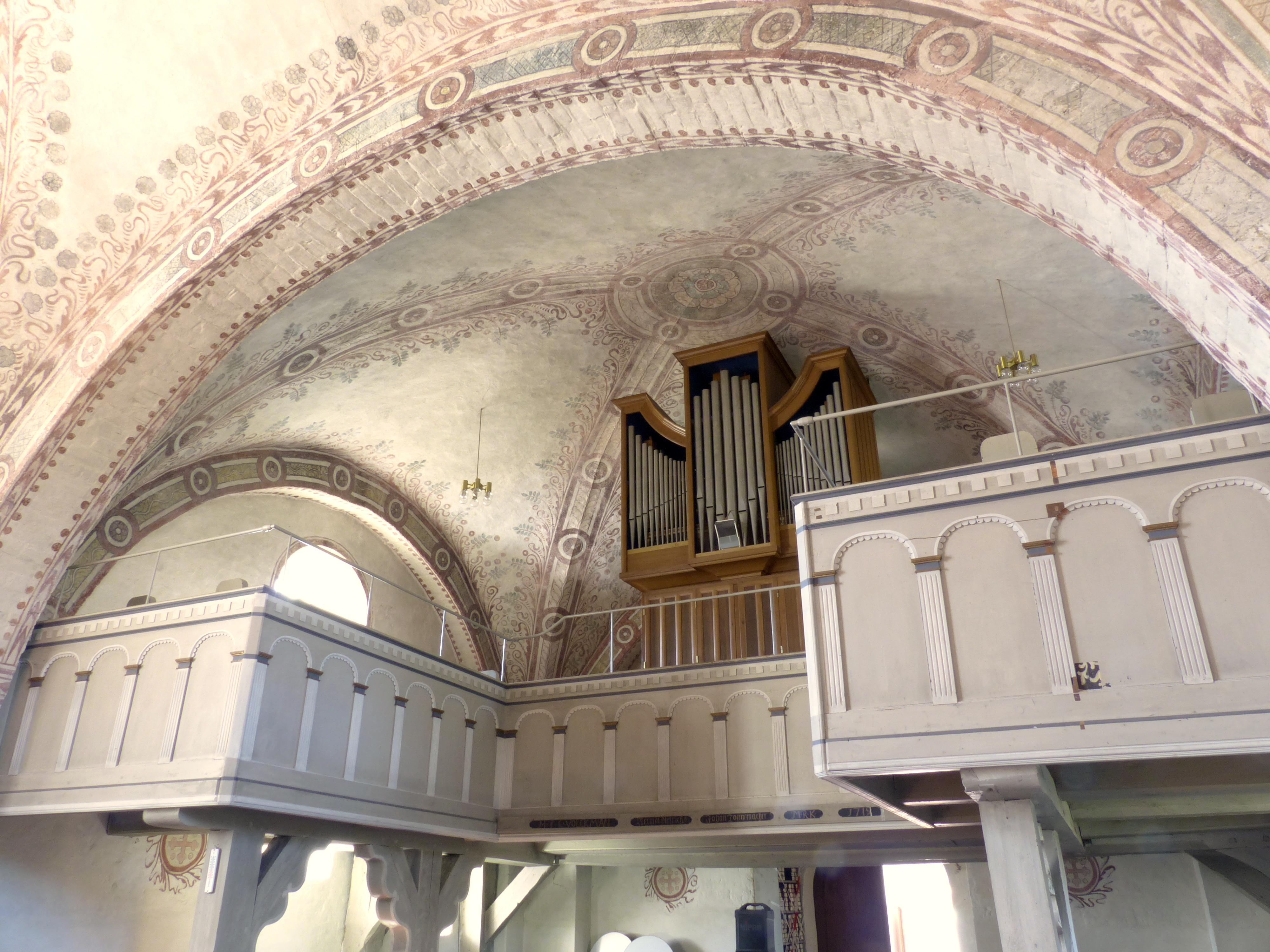
Katharinenkirche in Neuenkirchen bei Bassum

Ein Emporenjoch ist ein Begriff aus der Architektur, speziell der Kirchenarchitektur, und bezeichnet ein Joch (ein Abschnitt zwischen zwei tragenden Elementen wie Pfeilern oder Säulen) auf der Höhe der Empore. Sie ist eine erhöhte Galerie oder Plattform innerhalb eines Kirchenraums, meist über den Seitenschiffen. Die Empore ist eine erhöhte Galerie oder ein umlaufender Gang über den Seitenschiffen oder in der Westfassade einer Kirche, die ursprünglich oft für bestimmte Personengruppen (z. B. Nonnen, Mönche, Adelige oder Sängerchöre) gedacht war.
In romanischen oder gotischen Kirchen ist ein Kirchenschiff oft in Joche unterteilt. Wenn eine Kirche Emporen hat, also eine zweite Ebene über dem Seitenschiff, gibt es dort ebenfalls Joche, hier handelt es sich um die Emporenjoche.
Begriff Emporenjoch im Detail:
- Joch: Ein Raumabschnitt zwischen zwei tragenden Gliedern (z. B. Pfeilerpaaren oder Bögen). Kirchen sind oft in eine Abfolge solcher Joche gegliedert.
- Empore: Eine galerieartige Plattform oberhalb eines Seitenschiffs oder einer Vorhalle.
- Emporenjoch: Ein Joch, über dem sich eine Empore befindet. Es kann sich z. B. auf ein Seitenschiffjoch unterhalb einer Empore oder auf das ganze vertikale Raumsegment (Seitenschiff + Empore darüber) beziehen.

Zeitliche Einordnung:
- Romanik (ca. 1000–1200 n. Chr.): Entstehung und erste große Nutzung.
- Frühgotik (ab ca. 1150/1200): Fortführung und Weiterentwicklung.
- In der Gotik wurden Emporen seltener, da das Streben nach höheren Mittelschiffen und größerer Lichtwirkung sie oft überflüssig machte.

Funktion:
- Liturgisch: Platz für bestimmte Gruppen (z. B. Nonnenempore).
- Architektonisch: Verstärkung der Außenwand, zusätzliche Stützstruktur für das Mittelschiff.
- Symbolisch: Trennung von Laien und geistlicher Elite / Frauen und Männern.

Berühmte Kirchen mit Emporenjochen:
- Speyerer Dom (Romanik, Deutschland), sehr bekanntes Beispiel für eine doppelte Emporenanlage. Die Joche der Seitenschiffe sind mit Emporen überbaut.[1]
- Wormser Dom, romanisches Emporensystem, das typisch für salische Kirchen ist.[2]
- Abtei Maria Laach (Benediktinerabtei), Westbau mit Emporen; idealtypisch für romanische Kirchen.[3]
- Kölner Dom (Frühgotik), besitzt in seiner Architektur typische gotische Aufrisse mit Emporenzone.[4]
- Kathedrale Notre-Dame de Paris (Gotik), Emporenzone als Teil des vierzonigen Wandaufbaus (Arkade – Empore – Triforium – Fensterzone).[5]
- Pfarrkirche Going am Wilden Kaiser, barocker Kirchenbau, das Bild im Emporenjoch zeigt Abraham und Isaak.[6]
- Pfarrkirche Sankt Pankrazen,  das westliche, spätgotische Emporenjoch hat ein auf Konsolen ruhendes Kreuzrippengewölbe, das östliche, barocke Emporenjoch hat ein Kreuzgewölbe.[7]